# Limon (Colorado)
Limon è un centro abitato (town) degli Stati Uniti d'America, situato nella contea di Lincoln dello Stato del Colorado. Nel censimento del 2000 la popolazione era di 2.071 abitanti.

## Geografia fisica
Secondo i rilevamenti dell'United States Census Bureau, Limon si estende su una superficie di 4,8 km².